# Rosalie Bertell
 (juillet 2013).
Si vous disposez d'ouvrages ou d'articles de référence ou si vous connaissez des sites web de qualité traitant du thème abordé ici, merci de compléter l'article en donnant les références utiles à sa vérifiabilité et en les liant à la section « Notes et références ».
Rosalie Bertell, née le 4 avril 1929 à Buffalo et morte le 14 juin 2012, est une religieuse, médecin et militante américaine qui s'est consacrée à l'environnement et la santé.

## Biographie
Rosalie Bertell est née à Buffalo, dans l'État de New York, d'une mère canadienne et d'un père américain. Elle appartient à l'ordre des Sœurs de la Charité de Montréal
En 1966, elle obtient un Ph. D. en biométrie à l'université catholique d'Amérique. De 1969 à 1978, elle exerce comme cancérologue en gériatrie à l'Institut Roswell Park sur le cancer à Buffalo. Elle est consultée par l'Autorité de sûreté nucléaire américaine et l'Environmental Protection Agency aux États-Unis et par le ministère de la santé du Canada.
Rosalie Bertell est la fondatrice de l'Institut international pour la santé publique, dont elle est présidente de 1987 à 2001, et de la Commission médicale internationale sur Tchernobyl en 1996 et elle est aussi membre de la Commission médicale internationale sur la catastrophe de Bhopal.
Rosalie Bertell est consultée par le groupe écologiste au Parlement européen sur le projet Haarp et contribue ainsi à l'élaboration et à la diffusion des théories du complot relatives  aux chemtrails.

## Prix et distinctions
Rosalie Bertell a reçu
1. le Right Livelihood Award en 1986, « pour son travail de sensibilisation de l'opinion publique sur la destruction de la biosphère et du patrimoine génétique humain, en particulier par des radiations de faible niveau. »[a 1].
2. la médaille "Hans Adalbert Schweigart" (1983) de l'Union mondiale pour la protection de la vie
3. Prix mondial de la paix fédéraliste[Quoi ?]
4. Ontario Premier's Council on Health
5. Santé Prix de l'innovateur[Quoi ?]
6. une nomination au Palmarès mondial des 500 de l'ONU en 1993
7. Le Prix Sean MacBride de la paix.

## Citations
« Notre travail vise à attirer l'attention sur la nécessité de développer la sécurité pour le village mondial, réuni son besoin d'air pur, eau, nourriture et un habitat sain, ainsi qu'à favoriser la clarté de la vision sur la coopération et de développement. »

— Rosalie Bertell, Discours d'acceptation du Right Livelihood Award, 8 décembre 1986.

« Dire que les chemtrails n’existent pas et que toutes ces traînées sont des traces normales d’avions est contraire à l’observation scientifique. La réalité des chemtrails a été prouvée non seulement par l’observation, mais aussi par des mesures réelles en prélevant des échantillons de sol, donc les chemtrails sont bien documentés et cela ne fait progresser personne de refuser les preuves qui sont face à nous. »

— Rosalie Bertell - Extrait de la vidéo Bye Bye Blue Sky Dailymotion.

## Œuvres
- Rosalie Bertell, Sans danger immédiat ?, Montréal, Pleine lune, 2005, 673 p. (ISBN 978-2-89024-046-9)
- Rosalie Bertell et Chris Busby, Recommandations 2003 du Comité Européen sur le Risque de l'Irradiation, Paris, Ed Frison-Roche, 2004, 224 p. (ISBN 978-2-87671-449-6, OCLC 469254729)
- (en) Rosalie Bertell, Planet Earth : The Newest Weapon of War, Black Rose Books, 2001, 268 p. (ISBN 978-1-55164-182-9, lire en ligne)
- Un poème de Rosalie Bertell, "Une femme micronésienne", a été traduit dans Reclaim. Recueil de textes écoféministes choisis et présentés par Emilie Hache, Paris, Cambourakis, 2016

## Sources

### Autres sources

#### Sites en français
- (fr) Rosalie Bertell, « Tchernobyl: à propos de la CIPR », in :, sur dissident-media.org, 1996 (consulté le 1er mars 2010)

#### Sites étrangers
- (en) « Lettre ouverte au Congrès mexicain », in : Site officiel, sur etcgroup.org, ETC Group Ottawa, 2001 (consulté le 15 février 2010)